# Miroslav Etzler
Miroslav Etzler (* 22. prosince 1964 Ostrava) je český herec. Jako student hrál v amatérském divadelním souboru Depeše a Divadlo na žíněnkách a dostával malé role v operetě ve státním divadle Ostrava. Působil v Severomoravském divadle Šumperk, pak vystudoval Janáčkovu akademii múzických umění v Brně. Později působil v brněnském Státním divadle a poté v letech 1992 až 2000 v Národním divadle.

## Život
Vyrůstal v rodině operní zpěvačky-sboristky a profesora v centru Ostravy. S rodiči a starším bratrem bydleli v činžovním domě v Poštovní ulici, kterou dodnes považuje za svůj domov, přestože již řadu let žije za Prahou. Základní škola ani gymnázium jej nebavilo, lumpačil, s kantory se neměl rád a když mu bylo 16 let, po otcově smrti odešel z domova. Za jeho života by se ničeho takového neodvážil. Otec byl pro něj velmi silnou autoritou. Po otci mu zůstala láska k divadlu a ta ho přiměla k herectví. V roce 1991 vystudoval činoherní herectví na Divadelní fakultě Janáčkovy akademie múzických umění v Brně. Následně vytvořil několik rolí ve Státním divadle v Brně. V televizi ztvárnil nespočet rolí. Od roku 2004 je znám především hlavní rolí v seriálu Pojišťovna štěstí. Od roku 2010 hrál roli Jana Maška v seriálu TV Prima Cesty domů.
Se svou hereckou kolegyní Vilmou Cibulkovou tvořil manželský pár, v roce 2013 se rozvedli. Má čtyři děti, tři dospělé, nejmladší Samuel se narodil roku 2018, jeho matkou je jeho partnerka Helena Bartalošová. V únoru 2025 uvedl, že mu byla diagnostikována cukrovka.
Jeho bratr Tomáš je televizní reportér, který byl mimo jiné v letech 2006 až 2014 zahraničním zpravodajem České televize v Číně.

## Divadlo
Divadlo Ungelt
- Všechno jen do putyk a ženským! (premiéra: 12. a 13. prosince 2004 v divadle Viola / předpremiéra: 8. července 2007 / obnovená premiéra: 6. října 2007 v divadle Ungelt / derniéra: 5. prosince 2010) (François Villon/Irena Žantovská/Miroslav Krobot/Emil Viklický)
- Trůn milosrdenství (premiéra: 8. dubna 2005) (Neil LaBute/Viktor Polesný)
- Láskou posedlí (premiéra: 7. a 30. května 2008 / derniéra: 6. května 2011) (Sam Shapard/Janusz Klimsza)
- Niekur / Nikde (premiéra: 7. listopadu 2008) (Kateřina Rudčenková/Hana Burešová)

Národní divadlo
- Sluha dvou pánů (premiéra: 22. září 1994 / hraje se v alternaci) (Carlo Goldoni/Ivan Rajmont/Miki Jelínek)
- Kristinčin návrat (premiéra: 13. května 2000 / derniéra: 24. června 2001) Borachio (Hugo von Hofmannsthal/Ivan Rajmont/Miki Jelínek)
- Mnoho povyku pro nic (premiéra: 16. září 1999 / derniéra: 18. května 2004) sluha Mantovani (William Shakespeare/Enikő Eszenyi/Gábor Presser)

## Film
- Čas sluhů (1989)
- Zbabělec (TV film, 1990)
- Území bílých králů (TV seriál, 1991)
- Zobani (TV film, 1993)
- Díky za každé nové ráno (1993)
- Četnické humoresky (TV seriál, 1997)
- Znásilnění (TV film, 2001)
- Na ocet (divadlo, 2001)[6]
- Mazaný Filip (2003)
- Pojišťovna štěstí (TV seriál, 2004)
- Jak se krotí krokodýli (2005)
- Boží pole s.r.o. (TV film, 2006)
- Bestiář (2006)
- V hlavní roli (TV film, 2007)
- Soukromé pasti (TV seriál, 2008)
- Ulovit miliardáře (2009)
- Zemský ráj to na pohled (2009)
- Na vlky železa (TV film, 2010)
- Cesty domů (TV seriál, 2010)
- 4teens (TV seriál, 2011)
- Janek a Anežka (studentský film, 2011)
- Hranaři (film, 2011)
- Život je ples (TV seriál, 2012)
- Dvojníci (2016)
- Monstrum (TV film, 2017)
- Gangster Ka (TV film, 2017)
- Léto s gentlemanem (2019)
- Cvrček (TV film, 2019)

## Rádio
Miroslav Etzler je společně s Mahulenou Bočanovou od roku 2008 hlasem Radiožurnálu – mluví znělky, předěly a upoutávky.